# Oberwil im Simmental
Oberwil im Simmental är en kommun i distriktet Frutigen-Niedersimmental i kantonen Bern, Schweiz. Kommunen har 838 invånare (2023).